# FlashAir
东芝FlashAir存储卡是一种具备SD卡接口和无线WiFi功能的存储卡。与Eye-Fi的推送方式不同的是，FlashAir会自行释放出一个Wi-Fi热点，需要智能设备连接到热点上读取图片。

## 概述
无线存储卡目的在于将存储于其中的图片等信息通过WiFi等方式与智能设备，如手机平板计算机等进行分享，达到拍摄后实时欣赏的目的。市面上成熟的产品如Eye-Fi已经经营多年，但是其需要在特定客户端安装特定程序使得临时性的分享变得复杂。
东芝公司2012年3月推出FlashAir产品，初代具备8G容量，Class6级别写入速度。其在2013年7月追加二代产品，直接读取速度提升到Class10，无线读取速率据称提升30%。
二代产品具备W-02标识，初期版本有8G与16G可选，11月追加32G版本，同时固件更新到W2.00.02，支持互联网直通模式，智能设备安装app后，可以在连接FlashAir时不中断原先的WiFi连接继续上网，对于普通用户更为友好。